# Расселл, Исраэль

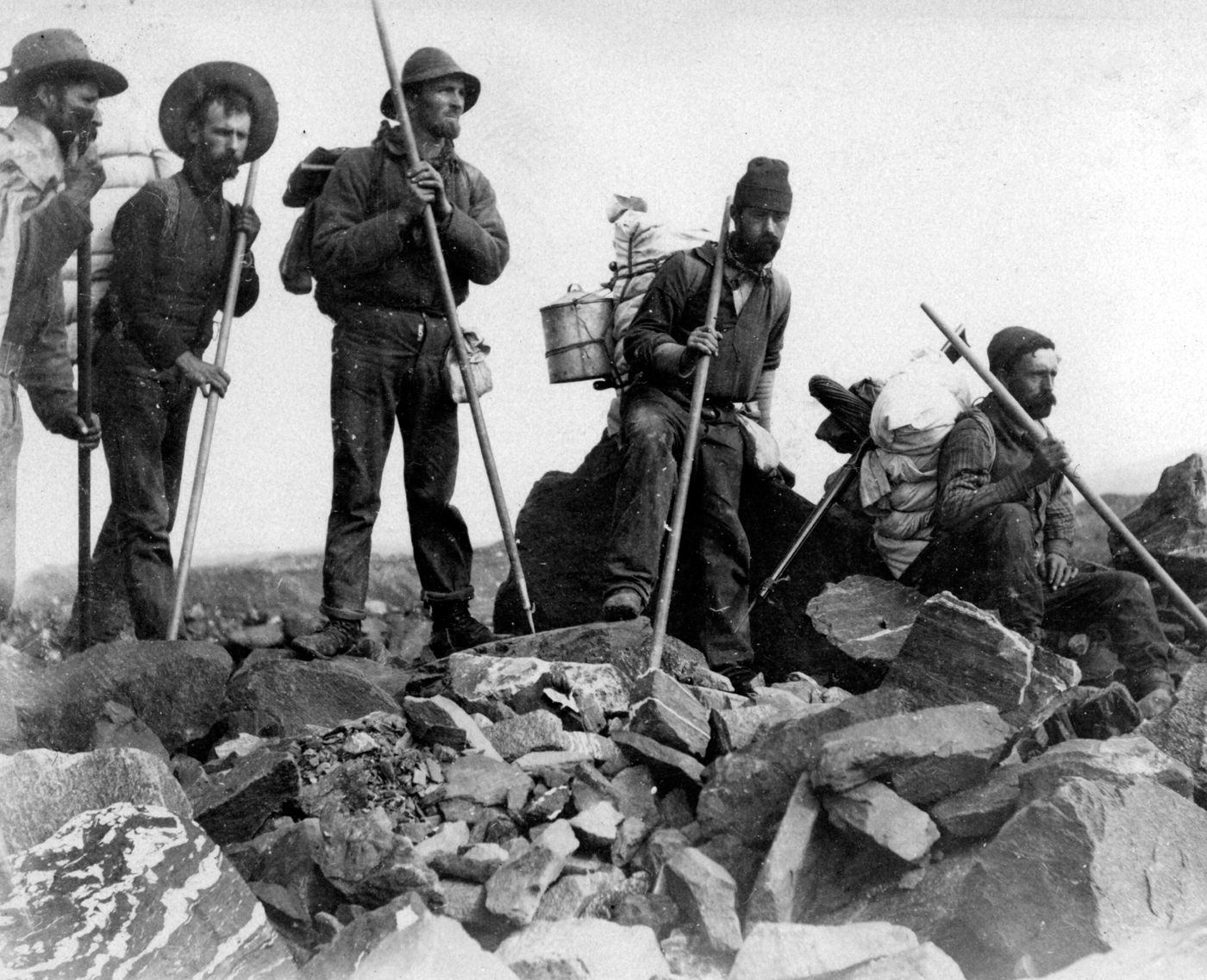
Израиль Расселл и исследователи на леднике Маласпина в районе горы Святого Ильи, Аляска, 1890 год

Израэль Кук Расселл (англ. Israel Cook Russell; 10 декабря 1852, Гарретсвилл, США — 1 мая 1906, Анн-Арбор, США) — американский геолог и географ, занимавшийся исследованием Аляски и Калифорнии в конце XIX века.

## Биография
Расселл родился 10 декабря 1852 в Гарретсвилле (сейчас Новый Лиссабон), штат Нью-Йорк. По окончании Нью-Йоркского университета учился и работал в горной школе Колумбийского колледжа, где был помощником профессора геологии в 1875—1877 годах.
В 1874 году он, в составе исследовательской группы, по направлению правительства США направляется в Куинстаун (Новая Зеландия), чтобы наблюдать прохождение Венеры по диску Солнца. 
В 1880 году Исраэль Расселл стал членом Геологической службы США. В период между 1881 и 1885 годами он работал на озере Моно в восточно-центральной Калифорнии. Принят на работу в связи с успешной постройкой железной дороги, связывающей озеро с городом Боди, где он жил в течение четырёх лет; в городе он написал оригинальную работу Quaternary History of Mono Valley, California (1884). В 1889 году Расселл представляет Геологическую службу США в отправляясь в составе экспедиции на Аляску, с целью установить восточную границу округа (штатом Аляска станет только в 1959 году) с Канадой. В течение следующих двух лет под эгидой Геологической службы США и Национального географического общества занимался исследованиями в районе горы Святого Ильи и залива Якутат.
В 1892 году стал профессором геологии в Мичиганском университете. На момент смерти Расселл был президентом Американского геологического общества. В 1902 году другой член Геологической службы США Марк Бейкер назвал фьорд и ледник в честь Рассела, также в честь геолога назван ледник на горе Рейнир, гора и доисторическое озеро в Калифорнии, и бессточный водосборный бассейн Моно.

## Научные работы
- Sketch of the Geological History of Lake Lahontan (1883)
- A Geological Reconnaissance in Southern Oregon (1884)
- Existing Glaciers of the United States (1885)
- Geological History of Lake Lahontan (1885)
- Geological History of Mono Valley (1888)
- Sub-Aerial Decay of Rocks (1888)
- Lakes of North America (1895)
- Glaciers of North America (1897)
- Volcanoes of North America (1897)
- Rivers of North America (1898)
- North America (1904)